# Дейтерагонист
Дейтерагонист, девтерагонист (др.-греч. δευτεραγωνιστής «второй актёр» от δεύτερος «второй» + αγωνίζομαι «состязаюсь» или αγωνιστής «борец») — второй по значимости персонаж, после протагониста и перед тритагонистом. Дейтерагонист может быть как на стороне протагониста, так и против него, в зависимости от собственного сюжетного конфликта.

## История
Изначально в греческой драме был только один актёр, протагонист, и хор. Дейтерагониста ввёл Эсхил; Аристотель говорит в своей Поэтике (пер. В. Аппельрота): Καὶ τό τε τῶν ὑποκριτῶν πλῆθος ἐξ ἑνὸς εἰς δύο πρῶτος Αἰσχύλος ἤγαγε καὶ τὰ τοῦ χοροῦ ἠλάττωσε καὶ τὸν λόγον πρωταγωνιστεῖν παρεσκεύασεν («Что касается числа актёров, то Эсхил первый ввел двух вместо одного, он же уменьшил партии хора и на первое место поставил диалог»).
Усилия Эсхила вывели диалог и взаимодействие между персонажами на первый план и подготовили почву для создания многих знаковых пьес той эпохи, в частности, авторства Софокла и Еврипида.

## Драма
Поскольку в древнегреческой драме участвовали только три амплуа (главный герой, дейтерагонист и тритагонист) плюс хор, в каждом амплуа могло быть несколько актёров. Например, в трагедии Софокла «Царь Эдип» протагонистом является Эдип, который находится на сцене в большинстве актов, а дейтерагонистом Иокаста (мать и жена Эдипа), а также Пастух и Вестник. У Иокасты, безусловно, важная роль — она неоднократно противостоит Эдипу и занимает центральную часть истории — Пастух и Вестник её заменяют — находятся на сцене каждый раз, когда Иокаста находится за сценой.